# Tore Ljungman
Tore Carl Gustaf Ljungman, född den 22 augusti 1872 i Askersund, död den 24 oktober 1932 i Malmö, var en svensk jurist. Han var brorson till Carl och Axel Ljungman.
Ljungman blev student vid Lunds universitet 1890 och avlade juris utriusque kandidatexamen där 1896. Efter fullgjord tingstjänstgöring inträdde han i Skånska hovrätten, där han blev fiskal 1902, assessor 1905, hovrättsråd 1909 och divisionsordförande 1931.